# Smite
Smite је вишеиграчка онлајн борбена арена у трећем лицу (MOBA) игра развијена од стране Hi-Rez Studios студија за Windows, Xbox One, PlayStation 4 и Nintendo Switch платформе. Суштина игре је остала иста, по пет хероја са сваке стране, одбрана сопствене базе уз напад на противничку, левеловање и скупљање бољих итема. Хероји које водите представљени су као различита божанства светских митологија.
У Смајту, ликови јесу божанства из различитих религија, укључујући грчку, римску, египатску, хинду, кинеску, јапанску, нордијску, словенску, полинезијску, вуду, артуријанску, келтску, јоруба и мајанску. Постоји више категорија ликова: Mage (Чаробњак), Assassin (Убица), Guardian (Чувар), Hunter (Ловац) и Warrior (Ратник). Постоји више различитих модова игре: arena, joust, clash, assault, conquest, siege, као и adventure мод.

## Опис игре
Игра Smite има много различитих типова игре, од којих је највећи Освајање. Играчи су подељени од два тима од пет или три играча у свакоме.Може се играти и тренинг у коме играч игра сам или против ботова (компјутера). Сви играчи започињу игру на супротним странама мапе на месту познато као „фонтана“ са почетном сумом златника (уобичајена сума је 1500) како би купили своје прве додатке. Ти додаци омогућавају посебан бонус или способности које побољшавају бога са којим игра играч. Такође, на мапи постоје три „лејна“ или „линије“ (прим.) који започињу на једној страни мапи, а завршавају на другој. На свакој од линија налазе се феникси и куле чија је улога је да одбране један тим од напада другог тима наносећи им поприличну штету. Циљ сваког тима је да уништи противникове Фениксе и Титана, џиновског ратника који мора да буде уништен да бисте добили игру. У ту сврху, играчи на мапи подржавају тзв. „миниони“, група малих војника са слабашним нападачким способностима који се у току игре непрестано на сваких 30 секунди, стварају на крајевима мапе. Они неће напасти само играче и друге минионе, већ и куле, фениксе, титане. Оваква подршка ових малих храбрих војника омогући ће тиму да не само наноси много већу штету поменутим објектима, већ их такође заштити од напада из истих.
На почетку сваке игре играчи бирају бога или бесмртника са којима ће играти. Тренутно је доступно је око 100 богова и бесмртника из 14 различитих митологија: грчке, римске, египатске, нордијске, кинеске, јапанске, мајанске, келтске, словенске, вуду, полинезијске, јоруба, хинду и артуријанске.Два играча из истог тима не могу изабрати истог бога (ово правило не важи за тип игре „Меч дана“ ), али су у могућности да изаберу богове из исте митологије. Играч контролише бога из треће перспективе што је јединствено за овај жанр игре (контрола у другим играна овог жанр је из птичије перспективе). Сваки бог има обичан напад и четири способности са различитим ефектима. Ове способности се побољшавају са напретком вашег бога тако што се повећава искуство сваки пут када убијете миниона, бога, феникса или кулу из противничког тима. Највећи ниво вашег напретка у игри је 20 и сваки ниво је тежи досегнути.

## Модови игре
Постоји неколико различитих модова игре раздвојени у пет група. Пракса која садржи приручник, соло верзију неколико модова, која дозвољава играчима да тестирају богове и итеме. Co – op верзија садржи скоро све модове које играте кооперативно. Нормал мод садржи арену, освајање, напад, двобој, опсаду, судар и меч дана. Ранкирани садржи кооперативну верзију освајања и двобоја. Custom дозвољава играчима да праве модификовану верзију нормалног мода.
- Освајање је главни мод игре, састоји се од три линије (лане), мапа изгледа у грчком стилу ( The siege of Olympus). Ако у једном тиму постоји играчи који играју заједно, други тим ће добити боље играче који играју сами.[4] Постоји и ранкед лига која дозвољава само по 3 играча у тиму, који морају бити у сличним дивизијама да би играли. Сматра се да је тај мод много тежак и захтеван и препоручује се само искусним играчима.
- Арена се игра са по пет играча у тиму са минијонима, неким другим објектима и камповима који вам могу омогућити на неки начин побољшање неких карактеристика вашег бога. Мапа је у римском стилу (The Grand Colosseum). Мапа нема линије, него је састављена од отвореног простора. Минијони од из оба тима покушавају да уђу у портал који је лоциран испред противничке базе. Тимови у арени почињу са 500 поена, и циљ овог мода је да смањите противничке поена на нулу, тако што ћете убијати играче, минијоне или да пратите ваше минијоне до противничког портала.[5]
- Двобој, у овом моду мапа се састоји од једне линије са једном кулом и једним фениксом на обе стране. Игра се са по 3 играча у тиму, и поред свега овога овај мод је веома сличан моду Освајање. У овом моду постоји специјални и јединствен противник који не контролише ни један тим и зове се Булл Демон Кинг. Тим који убије овог противника добије мало унапређење карактеристика свога бога али зато најближа противникова структура ће бити онемогућена на неко време.
- Јуриш је базиран на АRАМ (All Random All Mid) јединственом моду свих МОБА игара. Сваком играчу је додељен неки случајно извучен бог, али играч може поново да бира бога тако што ће платити за то, новцем који се користи само у игри. Циљ овог мода је слицан моду Освајање: уништити непријатељске две куле, феникса и титана. Мапа у овом моду је у стилу Нордијски богова (Ragnarok).
- Опсада је у Мајанском стилу. Мод је на неки начин сличан моду Освајање, постоје две линије и са по две куле и фениксом по линији и титаном. Такође постоји џунгла између линија. У овом моду постоји супер минијон који се зове Siege Juggernaut, који је више отпоран, дупло бржи од регуларних минијона, даје бонус штету грађевинама и дозвољава боговима да се телепортују на његово место. Да би тим добио једног овог пробијача потребно је напунити бројач од 100 поена тако што ће тим убити противничког бога, минијона или очистити неутралне кампове. Једном створен пробијач ће константно ићи напред, нападати противнике, али ће приоритет стављати на грађевине. Овај мод је прво био као мод са по пет играча у сваком тиму, али сада је промењено да у сваком тиму има по четири играча.
- Судар односно (Clash) мод је мод са по пет играча у сваком тиму. Мапа садржи 2 линије са по једном кулом и једним фениксом. Главни циљ мода је да се униште противничке структуре и да се порази титан. Овај мод представља нешто између Освајања и Арене.

## Стил игре
У игри Смајт постоји велики број различитих мапа за играње, највећа од свих је „Освајање”. Играчи су подељени у два тима од по пет играча у сваком тиму. Сви играчи крећу на другој страни мапе. Пре неко што уђу у мапу, свако добије 1500 златника да купе почетне предмете. Ти предмети им побољшавају статистике и додају специјалне бонусе. На мапи постоје три пута који иду на три стране. Сваки од та три пута чува по један 'Феникс' и два торња. Они заједно праве велику штету противнику ако им приђе довољно близу. Након тих препрека налази се непријатељски 'Титан'. Циљ игре је уништити непријатељске куле и наа крају Титана. Играче прате мали војници по стазама који се стварају сваких 30 секунди и наносе мању штету непријатељу. Ако један тим почне да губи, играчи могу изгласати да се предају када истекне десети минут игре.
Пре сваке партије, играчи бирају једног од 105 богова са којим ће играти. Богови долазе од четрнаест различитих митологија, односно религија. Сваки бог поседује своју класу: Чувар, Ловац, Чаробњак и Ратник. Два играча не могу да изаберу истог бога у истом тиму. Играч контролише бога из перспективе трећег лица. Сваки од богова поседује обичан напад, пасивну магију и четири активне магије. Магије се унапређују како играч напредује и добија више искуства кроз партију. Искуство и златници се добијају кроз убијање противничких богова или рушењем куле или Феникса. Златници су потребни да би играч могао да купи више предмета да би његов бог био јачи. Максимални ниво који бог може да достигне је двадесети.
Велике површине између путева на мапи се зову џунгла, где се компјутерски контролисана чудовишта као на пример Киклопи или Фурије стварају на одређеним локацијама свака три минута. Убијањем ових чудовишта, играч добија побољшање које траје одређено време. Постоји више типова побољшања у зависности који камп нападне играч. Најчешћа појачања која се добијају овим путем су: побољшан напад, већа брзина, регенерација мане и већа заштита од непријатељске штете. Постоје и три неутрална чудовишта која се стварају ређе: Ватрени Гигант, Златна Фурија и Портал Демон. Када су убијена, цео тим који их је убио добија побољшање за један временски период и одређену количину златника и искуства.

### Класе
Постоји 5 различитих класа: Ловци, Чувари, Чаробњаци, Ратници и Убице. Свака класа има одређену улогу у партији.
- Ловци: Наносе непријатељу штету физичким нападима са даљине, углавном су базирани на обичне нападе и сматрају се најјачом класом у каснијим деловима партије.
- Чувари: Богови са магичном штетом, углавном су базирани на нападе из близине, али њихова главна улога је протекција богова из свог тима јер имају највећу издржљивост од свих класа, али и најмању штету наносе.
- Чаробњаци: Наносе велику штету противницима магијама које поседују, углавном су базирани на нападе из даљине. Нису издржљиви нити мобилни, стога их је лако убити ако им приђете довољно близу.
- Ратници: Богови који наносе физичку штету противнику изблиза и уз то имају велику издржљивост, могу имати и нападачку и одбрамбену улогу у тиму.
- Убице: Увек нападају мету изблиза, најризичнија класа јер немају издржљивост.Веома су јаки у почетној фази партије и имају највећу мобилност од свих осталих класа.

### Мапе у игри
- Conquest је главна мапа у игрици, пет на пет играча и по три стазе на мапи која је направљена у Грчком стилу. Играју два тима један против другог са по пет играча на свакој страни. Циљ је да се уништи непријатељски Титан, тада се партија завршава. Постоји и такмичарска верзија ове мапе за коју морате да се квалификујете кроз 10 квалификационих партија и напредујете кроз дивизије након тога. Највиша дивизија у такмичарској лиги је Грандмастер и ту се налазе најбољи играчи Смајта.
- Arena је мод који се игра пет на пет са војницима на обе стране и објективима који се налазе на обе стране мапе која је направљена у стилу Колосеума. На овој мапи не постоје путеви већ велики отворен простор. Војници на обе стране покушавају да уђу у непријатељски портал који се налази испред базе. Сваки тим на почетку партије има 500 поена и циљ је спустити непријатељске поене на 0. За сваког убијеног непријатељског војника, одузима се један бод противнику и за сваког пријатељског који уђе у њихов портал такође се скида по један бод.Убијањем непријатељског бога, тим губи по 5 поена.Једном у три минута ствара се по једно опсадно возило на обе стране које треба уништити, у супротном ће ући у портал и тим губи 20 поена.
- Joust је врста мапе која се састоји само од једног пута са једном кулом и Фениксом на обе стране и два тима од по три играча.Са стране се налазе чудовишта која чувају побољшања и у четвртом минуту ствара се Ватрени Гигант.Тим који убије Гиганта онеспособљује непријатељску кулу у трајању од 3 минута.Циљ игре је убити противниковог Титана.У овој мапи такође постоји лига за коју важе иста правила као и за ’Conquest’.Мапа је дизајнирана у Кинеском стилу.
- Assault је мапа у којој играчи не могу да бирају богове којима ће играти већ им игра сама додели случајне богове. Постоји само један велики пут без џунгле и чудовишта са стране. Оба тима имају по две куле и Феникса. У овом моду није могуће вратити се у базу да бисте се залечили или купили предмете, једино је могуће ако вас убију па се створите на почетку мапе.Циљ игре је убити противничког Титана. Мапа је дизајнирана у Нордијском стилу (Рагнарок).
- Siege је најсличнија ’Conquest’ мапи, постоје два пута и између њих је џунгла. На оба пута сви имају по две куле и Феникса. Убијањем непријатељских богова и чудовишта из џунгле оба тима скупљају поене. Тим који скупи 100 поена добија специјално опсадно оружје које руши непријатељске куле и тада је најбољи тренутак да тим крене у напад и сруши непријатељске куле све док им га не уништи противнички тим. Овај мод има два тима од по 4 играча. На средини мапе у џунгли ствара се чудовиште и тим који га убије добија додатно опсадно возило. Мапа је прављена на тему Мајанске митологије.
- Clash је мапа која се игра 5 на 5 играча са два пута и сваки од путева има по једну кулу и Феникса.Циљ је такође рушење непријатељских објектива и убијање Титана на крају. Мапа је заправо мешавина мапе Conquest и Арене јер у средини мапе има слободан простор за борбу без кула на коме се налази само један камп који даје већу штету тиму који га освоји. Ова мапа је изашла у Сезони 3, 2016. године и тада је имала Грчку тему, међутим у Сезони 4 су променили да тема буде у Египатском стилу.
- Match of the Day (MOTD) је врста игре где се правила мењају сваки дан. Мешају се различите мапе, правила игре, селекција богова, куповина предмета и количина златника добијених на почетку партије. На пример "Борба брадама" дозвољава да изаберете и играте само оне богове који имају браду.

## Професионална такмичења
Средином 2014. године компанија Hi-Rez Studios је имплементирала систем у ком играчи могу да учествују у професионалној лиги у тимовима од по 5 играча. Тимови који су имали најбоље резултате у лиги позвани су да се такмиче на Smajt svetskom prvenstvu. Од 9-11. јануара 2015. године Hi-Rez Studios је одржао Смајт светско првенство. Тимови из Северне Америке, Јужне Америке, Европе и Кине допутовали су у Атланту у Џорџији на турнир. Целокупни фонд за награде износио је 2,6 милиона долара и у то време био трећи највећи фонд у eSports турнирима. Победу је однео један од тимова из Северне Америке, COGnitive Prime и добили су награду у вредности од 1,3 милиона долара.
У јануару 2016. године поново је одржано светско првенство у Атланти и награда је била 1 милион долара. Победници су овог пута били из Европе, Epsilon eSports који су у финалу савладали тим Enemy eSports резултатом 3-0 за шта је најзаслужнији играч по имену André "Yammyn" Brännvall из Шведске који је проглашен за најбољег играча турнира.
Последње Смајт светско првенство је одржало 5-8. јануара 2017. године. Турнир се поново одржао у Атланти за време  догађаја. Побдеу је однео NRG Esports, тим који се састојао од истих играча који су прошле године играли у  тиму. У финалу су победили тим Obey Allance резултатом 3-2 и то је уједно било прво финале у коме су учествовали смо тимови из Европе. За најкориснијег играча тог турнира турнира проглашен је Емил Старнман иако су фанови протестовали, желећи да то буде Хари "Variety" Cumming ис тима Obey Allance.
Смајт победници Светског првенства
| Сезона   | Победник | Друго место | Треће место | Најбољи играч |
| Сезона 0 | Теам     | Теам        |             |               |
| Сезона 1 |          |             |             |               |
| Сезона 2 |          |             |             |               |
| Сезона 3 |          |             |             |               |

## Критике
Smite је генерално добио добре критике. Игра тренутно држи оцену 83/100 на Метакрику и 87,62% на GameRankings.

## Развој
Hi-Rez студио је 21 авг
уста 2013 потписао партнерство са Tencent, то је компанија која објављује видео игре у Кини.
Hi-Rez студио је 5. јуна 2014 најавио да су у партнерству са Level Up! Games која до донела игру у регион Латинске Америке.

## Е-спорт сцена
Од 9 до 11. јануара 2015 Hi-Rez Studios одржао је Прво светско првенство у Smite-u.